# Chalcosyrphus cuprescens
Chalcosyrphus cuprescens är en tvåvingeart som först beskrevs av Hull 1941. Chalcosyrphus cuprescens ingår i släktet mulmblomflugor, och familjen blomflugor.
Artens utbredningsområde är Panama. Inga underarter finns listade i Catalogue of Life.